# Nagroda za debiut reżyserski na Festiwalu Polskich Filmów Fabularnych
Nagroda za debiut reżyserski na Festiwalu Polskich Filmów Fabularnych w Gdyni jest przyznawana w konkursie głównym od szóstej edycji festiwalu, czyli od 1979 roku. Tylko pięciu laureatów tej nagrody otrzymało w przyszłości nagrodę dla najlepszego reżysera. Byli to: Radosław Piwowarski (rok po debiucie), Waldemar Dziki (1987), Władysław Pasikowski (rok po debiucie oraz w 1996), Jacek Bromski (1998) i Michał Rosa (2001). Czterokrotnie filmy zdobywców nagrody dla debiutu reżyserskiego zdobywały Złote Lwy dla najlepszego obrazu festiwalu. W 1993 roku triumfował (ex-aequo z Przypadkiem Pekosińskiego) Kolejność uczuć Radosława Piwowarskiego, dwa lata później Girl Guide Juliusza Machulskiego, a w 1999 i 2006 roku filmy Krzysztofa Krauzego – Dług oraz Plac Zbawiciela. Od 2011 roku pełna nazwa nagrody brzmi: "nagroda za debiut reżyserski lub drugi film". Nagrodą dla laureata jest 15 tysięcy złotych.

## Laureaci nagrody

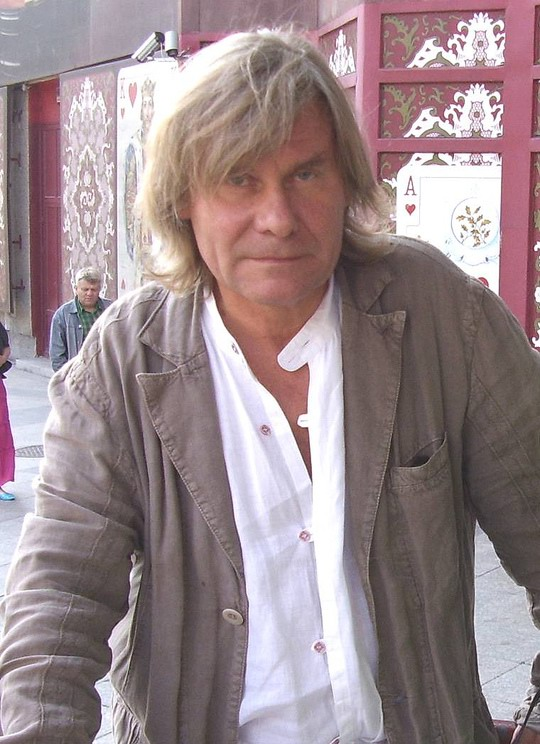
Filip Bajon - laureat nagrody w 1979 r.

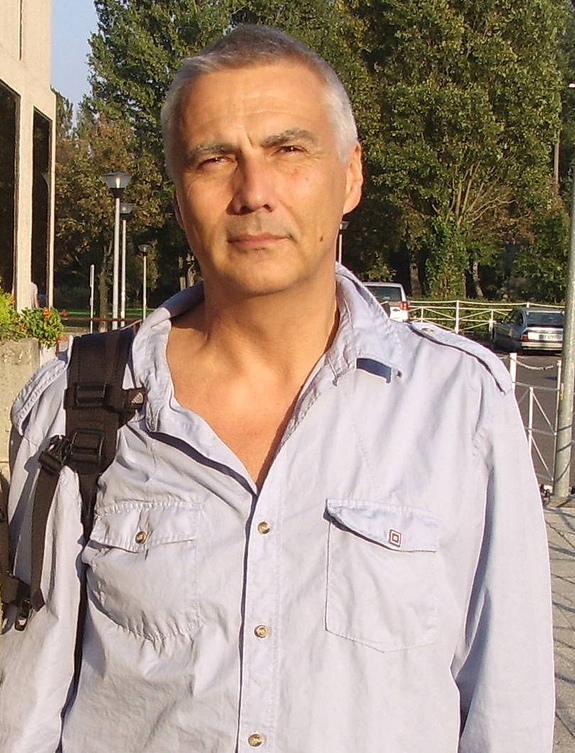
Krzysztof Karuze - laureat nagrody w 1988 r.

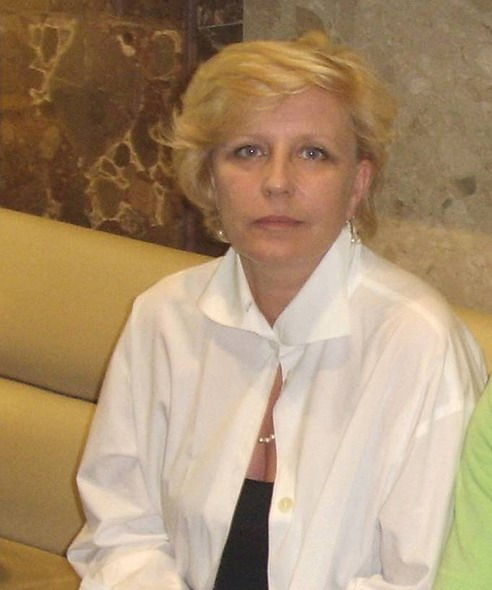
Krystyna Janda - laureatka nagrody w 1995 r.

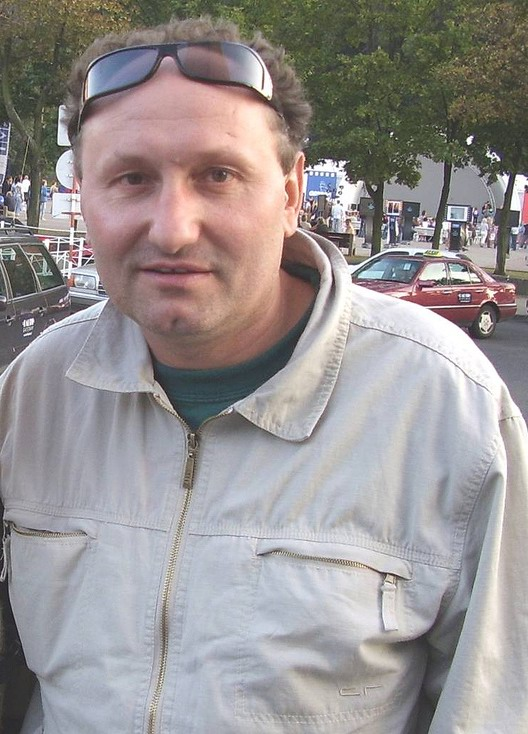
Artur Więcek - laureat nagrody w 2002 r.

### 1974–1979
- 1974: nie przyznawano
- 1975: nie przyznawano
- 1976: nie przyznawano
- 1977: nie przyznawano
- 1978: nie przyznawano
- 1979: nagroda ex-aequo
  - Filip Bajon − Aria dla atlety
  - Janusz Kijowski − Kung-fu

### 1980–1989
- 1980: nagroda ex-aequo
  - Piotr Szulkin − Golem
  - Barbara Sass − Bez miłości
- 1981: Juliusz Machulski − Vabank
- 1982: festiwal nie odbył się
- 1983: festiwal nie odbył się
- 1984: Waldemar Dziki − Kartka z podróży
- 1985: nagroda ex-aequo
  - Radosław Piwowarski − Yesterday
  - Wiesław Saniewski − Nadzór
  - Jacek Bromski − Ceremonia pogrzebowa
- 1986: nagroda ex-aequo
  - Andrzej Domalik − Zygfryd
  - Tomasz Szatkowski − Ucieczka
- 1987: Waldemar Krzystek − W zawieszeniu
- 1988: Krzysztof Krauze − Nowy Jork, czwarta rano
- 1989: nie przyznano nagród regulaminowych

### 1990–1999
- 1990: Maciej Dejczer − 300 mil do nieba
- 1991: Władysław Pasikowski − Kroll
- 1992: Adek Drabiński − Szuler
- 1993: nagroda ex-aequo
  - Łukasz Wylężałek − Balanga
  - Filip Zylber − Pożegnanie z Marią
- 1994: Michał Rosa − Gorący czwartek
- 1995: nagroda ex-aequo
  - Krystyna Janda − Pestka
  - Jarosław Żamojda − Młode wilki
- 1996: Paweł Łoziński − Kratka
- 1997: nie przyznano
- 1998: Natalia Koryncka-Gruz − Amok
- 1999: Urszula Urbaniak − Torowisko

### 2000–2009
- 2000: Łukasz Barczyk − Patrzę na ciebie, Marysiu
- 2001: Artur Urbański − Bellissima
- 2002: Artur Więcek − Anioł w Krakowie
- 2003: Andrzej Jakimowski − Zmruż oczy
- 2004: nie przyznano
- 2005: Anna Jadowska − Teraz ja
- 2006: nagroda ex-aequo
  - Xawery Żuławski − Chaos
  - Mariusz Gawryś − Sztuka masażu
- 2007: Łukasz Palkowski − Rezerwat
- 2008: Maciej Pieprzyca − Drzazgi
- 2009: Katarzyna Rosłaniec − Galerianki

### Od 2010
- 2010: Marek Lechki − Erratum
- 2011: ex aequo:
  - Bartosz Konopka − Lęk wysokości
  - Greg Zglinski − Wymyk
- 2012: Leszek Dawid − Jesteś Bogiem
- 2013: Tomasz Wasilewski − Płynące wieżowce
- 2014: Krzysztof Skonieczny − Hardkor Disko
- 2015: Agnieszka Smoczyńska − Córki dancingu
- 2016: Bartosz M. Kowalski - Plac zabaw
- 2017: Jagoda Szelc – Wieża. Jasny dzień
- 2018: Agnieszka Smoczyńska – Fuga
- 2019: Bartosz Kruhlik – Supernova